# Lupu Pick
Lupu Pick (ur. 2 stycznia 1886 w Jassach, zm. 7 marca 1931 w Berlinie) – niemiecki reżyser, scenarzysta, aktor i producent filmowy epoki kina niemego. Był pochodzenia rumuńskiego.

## Życiorys
Urodził się w rodzinie austriackiego Żyda i Rumunki. Początkowo był aktorem teatralnym, występował w Hamburgu, Flensburgu i Berlinie, w 1915 związał się z przemysłem filmowym. W 1917 założył własną wytwórnię Rex-Fix AG. 
Najbardziej znane jego filmy to dramaty psychologiczne Szyny (1921) i Sylwester (1923), zrealizowane w konwencji tzw. stylu kameralnego (Kammerspiel), rozwiniętego w niemym kinie niemieckim lat 20. Filmy te przedstawiały dramaty biednych ludzi (m.in. robotników i służących) w nadzwyczajnych okolicznościach, ujęte w rygorystyczne konstrukcje fabularne. 
Zrealizował kilka filmów w Anglii i Francji. W 1931 wyreżyserował swój jedyny film dźwiękowy, Gassenhauer. Zmarł przedwcześnie na zatrucie żołądkowe.